# Kaplonosy
Kaplonosy (ukr.: Каплоноси) – wieś w Polsce położona w województwie lubelskim, w powiecie włodawskim, w gminie Wyryki.
| SIMC    | Nazwa   | Rodzaj    |
| ------- | ------- | --------- |
| 0110757 | Kładki  | część wsi |
| 0110763 | Krzywki | część wsi |
| 0110770 | Samuły  | część wsi |

W latach 1975–1998 miejscowość administracyjnie należała do województwa chełmskiego.
Wieś jest sołectwem w gminie Wyryki. Według Narodowego Spisu Powszechnego z roku 2011 wieś liczyła 301 mieszkańców.
We wsi większość stanowią osoby wyznania prawosławnego. Społeczność ta korzysta z miejscowej cerkwi pod wezwaniem św. Olgi (należącej do parafii Podwyższenia Krzyża Pańskiego w Horostycie). Wierni Kościoła rzymskokatolickiego należą do parafii św. Mikołaja w Lubieniu lub do parafii Nawiedzenia Matki Bożej Kodeńskiej w Żukowie.
Z miejscowości pochodził Jan Jawicz – polski wojskowy w stopniu majora, oficer do zleceń generałów Lucjana Żeligowskiego i Kazimierza Sosnkowskiego.